# Lithocarpus cucullatus
Lithocarpus cucullatus är en bokväxtart som beskrevs av Cheng Chiu Huang och Yong Tian Chang. Lithocarpus cucullatus ingår i släktet Lithocarpus och familjen bokväxter. Inga underarter finns listade.